# Søren Harnow Klausen
Søren Harnow Klausen  (født 1966 i Odense) er en dansk filosof uddannet cand.phil. og mag.art. i filosofi ved Syddansk Universitet og dr.phil. ved Eberhard Karls Universität Tübingen. Ansat som undervisningsassistent på Odense Universitet (i dag SDU) i 1989 og ikke lang tid efter som adjunkt. I 1997 blev han ansat som lektor ved Syddansk Universitet og i 2008 blev han professor. I dag bor han i Flensborg, Tyskland.
Han nåede et bredt publikum med bogen På sporet af din lykke i 2018.

## Artikler
- "Antik og moderne etik", Filosofiske studier, Bd. 12, s. 47-81, 1991.

- "Edmund Husserls syn på begrebet "tid"", Reflex, Årg. 4, nr. 15, s. 3-23, 1993.

- "Die Ontologie des Intentionalen", Danish Yearbook of Philosophy, Vol. 29, s. 114-128, 1994.

- "Filosofi og praksis", Reflex, Årg. 4, nr. 17, s. 24-43, 1994.

- "Autenticitet og oprigtighed", Philosophia, Årg. 24, nr. 3-4, 1995.

- "Den gamle og den nye hermeneutik", Philosophia, Årg. 25, nr. 1-2, 1996.

- "Smudsige tanker: om bevidsthedens påståede urenhed og fænomenologiens vildfarelser", Kritik, Årg. 29, nr. 125/126, s. 20-28, 1997.

- "Hvad er oplysning?", Kritik, Årg. 30, nr. 130, s. 10-14, 1997.

- "Dansk transcendentalfilosofi: en kritik", Reflex, Årg. 7, nr. 25, s. 26-43, 1997.

- "Betydningsproduktion, bevidsthed og differentialitet: en kritisk kommentar til Derridas "dekonstruktion" af Husserl", Almen semiotik, nr. 13, s. 78-90, 1997.

- "Fremtidens filosofi: Arbejdsfilosofi eller livsanskuelse?", Filosofi, nr. 1, s. 3-12, 1998.

- "Mellem fornuft og følelse", Samvirke, Årg. 71, nr. 11, s. 98-101, 1998.

- "Tidens fascinerende gåde", Samvirke, Årg. 71, nr. 7, s. 30-32, 1998.

- "Litteratur som kilde til filosofisk erkendelse", Reflex, Årg. 8, nr. 28, s. 69-78, 1998.

- "Den retfærdige krig", Berlingske tidende, 19/6, Sektion 1, s. 8, 1999.

- "Fænomenologi i dag", Kritik, Årg. 32, nr. 137, s. 4-8, 1999.

- "Det udstrakte nu", Hvad er tid? En filosofisk diskussion, Gyldendal, 1999.

- "Historiens nytte", Filosofi, nr. 3, s. 37-49, 2000.

- "Bevidsthed og repræsentation", Filosofiske studier, Bd. 20, s. 64-95, 2000.

- "Staunch Externalism: How to Resist the Pull towards Internalism in the Theory of Knowledge", Danish Yearbook of Philosophy, Vol. 35, s. 73-94, 2000.

- "Sjælens genkomst", Weekendavisen, 5/11, Kultur, s. 6, 2004.

- "Rationel diskussion – hvad skal det nytte?", Reflex, Nr. 35, s. 6-23, 2004.

- "Begreb, intuition og virkelighed: overvejelser over filosofiens metoder", Filosofiske studier, Bd. 23, s. 148-158, 2004.

- "Der Intentionalismus und seine Kritiker : ein Vermittlungsversuch", Danish Yearbook of Philosophy, Vol. 40, s. 79-108, 2005.

- "Den litterære erkendelse", Slagmark, Nr. 44, s. 13-26, 2005.

- "Filosofisk og litterær realisme", Synsvinkler, Årg. 13, Nr. 31, s. 28-45, 2005.

- "Myter om videnssamfundet", Berlingske tidende, 9/1, Sektion 2, s. 9, 2006.

- "Politisk bestemt prioritering", Berlingske tidende, 27/1, 2006.

- "Access to the Abstract – Intuition as Mental Modelling", Sats, Vol. 7, nr. 2, 86-105, 2006.

- "Moralen i Muhammed-sagen", Verden i forandring, nr. 9, s. 49-77, 2006.

- "På sporet af videnssamfundet", Slagmark, nr. 52, 15-26, 201, 2008.

- "Klap hesten!: forsvar for en ydmyg oplysning", Kritik, Årg. 41, nr. 188, s. 29-43, 2008.